# La Rosa (comuna)
La Rosa fue una de las comunas que integró el antiguo departamento de Cachapoal, en la provincia de O’Higgins.
En 1907, de acuerdo al censo de ese año, la comuna tenía una población de 3270 habitantes. Su territorio fue organizado por decreto del 12 de junio de 1902.

## Historia
La comuna fue creada por decreto del 12 de junio de 1902, con el territorio de la subdelegación 2.° del departamento de Cachapoal.
Esta comuna fue suprimida mediante el Decreto con Fuerza de Ley N.º 8.583 del 30 de diciembre de 1927, dictado por el presidente Carlos Ibáñez del Campo como parte de una reforma político-administrativa, anexando su territorio a la comuna de Peumo. La supresión se hizo efectiva a contar del 1 de febrero de 1928.